# Орловське сільське поселення (Армізонський район)
Орло́вське сільське поселення (рос. Орловское сельское поселение) — муніципальне утворення у складі Армізонського району Тюменської області, Росія.
Адміністративний центр — село Орлово.

## Населення
Населення — 586 осіб (2020; 620 у 2018, 664 у 2010, 816 у 2002).

## Склад
До складу поселення входять такі населені пункти:
| Населений пункт    | Населення, осіб (2002) | Населення, осіб (2010) |
| ------------------ | ---------------------- | ---------------------- |
| Бурлаки, присілок  | 141                    | 121                    |
| Данькова, присілок | 23                     | 5                      |
| Орлово, село       | 637                    | 524                    |
| Шабаліна, присілок | 15                     | 14                     |